# Murder Mystery (film)
Murder Mystery är en amerikansk komedimysteriefilm från 2019, regisserad av Kyle Newacheck och skriven av James Vanderbilt. Huvudrollerna spelas av Adam Sandler, Jennifer Aniston och Luke Evans. Den släpptes den 14 juni 2019 på Netflix. Filmen fick blandade recensioner från kritiker. En uppföljare till filmen kommer att släppas 2022.

## Handling
Under en semesterresa till Europa bjuds Nick (Sandler) och Audrey Spitz (Aniston) in att semestra på en lyxyacht av viscounten Charles Cavendish (Evans). Paret hamnar sedan mitt i ett morddrama och måste hitta mördaren, för att fria sig själva från misstankar.

## Rollista
| Adam Sandler           | – Nick Spitz, polis i New York och Audreys make       |
| Jennifer Aniston       | – Audrey Spitz, frisör, deckarentusiast och Nicks fru |
| Luke Evans             | – Charles Cavendish                                   |
| Terence Stamp          | – Malcolm Quince                                      |
| Gemma Arterton         | – Grace Ballard                                       |
| David Walliams         | – Tobey Quince                                        |
| Dany Boon              | – Inspector de la Croix                               |
| John Kani              | – Colonel Ulenga                                      |
| Adeel Akhtar           | – Maharajah                                           |
| Ólafur Darri Ólafsson  | – Sergei                                              |
| Luis Gerardo Méndez    | – Juan Carlos                                         |
| Shiori Kutsuna         | – Suzi Nakamura                                       |
| Erik Griffin           | – Jimmy Stern                                         |
| Sufe Bradshaw          | – Holly                                               |
| Jackie Sandler         | – Great Looking Flight Attendant                      |
| Allen Covert           | – Tourist Dad                                         |
| Molly McNearney        | – Lorraine                                            |
| Nicole Randall Johnson | – Marisol                                             |
| Andrea Bendewald       | – Client #2                                           |

## Uppföljare
I oktober 2019 tillkännagavs att en uppföljare är under utveckling där Sandler och Aniston kommer att reprisera sina roller. I augusti 2021 anställdes Jeremy Garelick som regissör och för att bearbeta manuset. Inspelningen av uppföljaren planeras äga rum i Paris och i Karibien.